# Donkervoort D8 GTO
Der D8 GTO ist ein Sportwagen des niederländischen Automobilherstellers Donkervoort. Er wurde zwischen 2013 und 2022 verkauft. Um ein möglichst geringes Leergewicht von rund 700 kg zu erreichen, besteht die Roadster-Karosserie des D8 GTO aus mit Kohlenstoff- und Aramidfasern  verstärktem Kunststoff. Das „Hybrid“-Fahrgestell besteht aus einer Gitterrohrkonstruktion, die mit Paneelen aus kohlenstofffaserverstärktem Kunststoff ausgesteift ist. Alle Räder sind einzeln an Doppelquerlenkern aufgehängt und haben Schraubenfedern mit verstellbaren hydraulischen Teleskopstoßdämpfern. Die Lenkung arbeitet ohne Hilfskraftunterstützung mit Ritzel und Zahnstange. Die Scheibenbremsen an allen Rädern haben innenbelüftete Bremsscheiben. Auf elektronische Hilfsmittel wie Antiblockiersystem (ABS) und Fahrdynamikregelung (ESP) wird verzichtet. Angetrieben wird der Sportwagen von einem turboaufgeladenen Reihenfünfzylinder mit 2,5 Liter Hubraum von Audi, der auch im RS3 verwendet wird. Der Motor leistet im D8 GTO zwischen 254 und 325 kW und hat ein maximales Drehmoment zwischen 450 und 570 Nm.

## Technische Daten
|                                             | D8 GTO Touring                    | D8 GTO Performance                | D8 GTO-S                          | D8 GTO-RS                         | D8 GTO-40                         | D8 GTO-JD70                       | D8 GTO Individual Series          |
| Bauzeitraum                                 | 09/2013–05/2016                   | 09/2013–05/2016                   | 05/2016–09/2020                   | 05/2016–09/2020                   | 07/2018–09/2020                   | 06/2020–09/2021                   | 09/2021–12/2022                   |
| Motorkenndaten                              |                                   |                                   |                                   |                                   |                                   |                                   |                                   |
| Motortyp                                    | Ottomotor, fünf Zylinder in Reihe | Ottomotor, fünf Zylinder in Reihe | Ottomotor, fünf Zylinder in Reihe | Ottomotor, fünf Zylinder in Reihe | Ottomotor, fünf Zylinder in Reihe | Ottomotor, fünf Zylinder in Reihe | Ottomotor, fünf Zylinder in Reihe |
| Motoraufladung                              | Turbolader                        | Turbolader                        | Turbolader                        | Turbolader                        | Turbolader                        | Turbolader                        | Turbolader                        |
| Einbaulage                                  | Vorn längs                        | Vorn längs                        | Vorn längs                        | Vorn längs                        | Vorn längs                        | Vorn längs                        | Vorn längs                        |
| Ventile/Nockenwellen                        | 4 pro Zylinder/2                  | 4 pro Zylinder/2                  | 4 pro Zylinder/2                  | 4 pro Zylinder/2                  | 4 pro Zylinder/2                  | 4 pro Zylinder/2                  | 4 pro Zylinder/2                  |
| Hubraum                                     | 2480 cm³                          | 2480 cm³                          | 2480 cm³                          | 2480 cm³                          | 2480 cm³                          | 2480 cm³                          | 2480 cm³                          |
| Bohrung × Hub                               | 82,5 × 92,8 mm                    | 82,5 × 92,8 mm                    | 82,5 × 92,8 mm                    | 82,5 × 92,8 mm                    | 82,5 × 92,8 mm                    | 82,5 × 92,8 mm                    | 82,5 × 92,8 mm                    |
| max. Leistung bei min−1                     | 254 kW (345 PS) / 5400            | 280 kW (380 PS) / 5500            | 254 kW (345 PS) / 5400            | 284 kW (386 PS) / 5500            | 284 kW (386 PS) / 5500            | 310 kW (422 PS) / 5850–7000       | 325 kW (442 PS) / 6430–7000       |
| max. Drehmoment bei min−1                   | 450 Nm / 2000                     | 475 Nm / 1750                     | 450 Nm / 2000                     | 500 Nm / 1750                     | 500 Nm / 1750                     | 560 Nm / 1750–6350                | 570 Nm / 1750–6350                |
| Kraftübertragung                            |                                   |                                   |                                   |                                   |                                   |                                   |                                   |
| Antrieb                                     | Hinterradantrieb                  | Hinterradantrieb                  | Hinterradantrieb                  | Hinterradantrieb                  | Hinterradantrieb                  | Hinterradantrieb                  | Hinterradantrieb                  |
| Getriebe, serienmäßig                       | 5-Gang-Schaltgetriebe             | 5-Gang-Schaltgetriebe             | 5-Gang-Schaltgetriebe             | 5-Gang-Schaltgetriebe             | 5-Gang-Schaltgetriebe             | 5-Gang-Schaltgetriebe             | 5-Gang-Schaltgetriebe             |
| Messwerte                                   |                                   |                                   |                                   |                                   |                                   |                                   |                                   |
| Höchstgeschwindigkeit                       | 255 km/h                          | 270 km/h                          | 255 km/h                          | 280 km/h                          | 280 km/h                          | 280 km/h                          | 286 km/h                          |
| Beschleunigung, 0–100 km/h                  | 3,3 s                             | 2,8 s                             | 3,3 s                             | 2,7 s                             | 2,7 s                             | 2,7 s                             | 2,6 s                             |
| Beschleunigung, 0–200 km/h                  | 10,4 s                            | 8,6 s                             | 10,4 s                            | 7,8 s                             | 7,7 s                             | 7,7 s                             | 7,6 s                             |
| Leergewicht                                 | 730 kg                            | 695 kg                            | 740 kg                            | 695 kg                            | 678 kg                            | 680 kg                            | 680 kg                            |
| Kraftstoffverbrauch auf 100 km (kombiniert) | 8,0–10,0 l Super                  | 8,0–10,0 l Super                  | 8,0–10,0 l Super                  | 8,0–10,0 l Super                  | 8,0–10,0 l Super                  | 8,0 l Super                       | 8,0 l Super                       |
| CO2-Emissionen (kombiniert)                 | 178 g/km                          | 178 g/km                          | 178 g/km                          | 178 g/km                          | 178 g/km                          | 191 g/km                          | 191 g/km                          |
| Tankinhalt                                  | 48 l                              | 48 l                              | 48 l                              | 48 l                              | 48 l                              | 48 l                              | 48 l                              |
| Grundpreis (Deutschland)                    | 150.146 €                         | 160.308 €                         | 137.056 €                         | 180.538 €                         | 189.924 €                         | 198.000 €                         | 193.851 €                         |

## D8 GTO Bilster Berg Edition
Im September 2014 konnte der D8 GTO Performance auf dem Bilster Berg in Pömbsen mit 1 Minute und 46,12 Sekunden einen neuen Rundenrekord für Serienautos mit Straßenzulassung aufstellen. Anlässlich dieser Leistung stellte Donkervoort das auf 14 Exemplare limitierte Sondermodell D8 GTO Bilster Berg Edition vor. Diese war ab 194.000 Euro erhältlich.

## D8 GTO-RS
Ab Sommer 2016 war das auf 40 Exemplare limitierte Sondermodell D8 GTO-RS erhältlich. Dieses hat eine neue Radaufhängung sowie eine breitere Spur an der Vorderachse. Außerdem wurde die Bremsanlage verbessert. Auf 100 km/h beschleunigt der GTO-RS in 2,7 Sekunden, die Höchstgeschwindigkeit gibt Donkervoort mit 280 km/h an. Der Grundpreis zur Markteinführung betrug in Deutschland 179.896 Euro.

## D8 GTO-40
Im Mai 2018 präsentierte Donkervoort den D8 GTO-40, der anlässlich des 40-jährigen Jubiläums des Unternehmens vierzig mal gebaut wurde. Das Sondermodell ist mit einem Leergewicht von 678 kg das leichteste Modell der Baureihe.

## D8 GTO-JD70

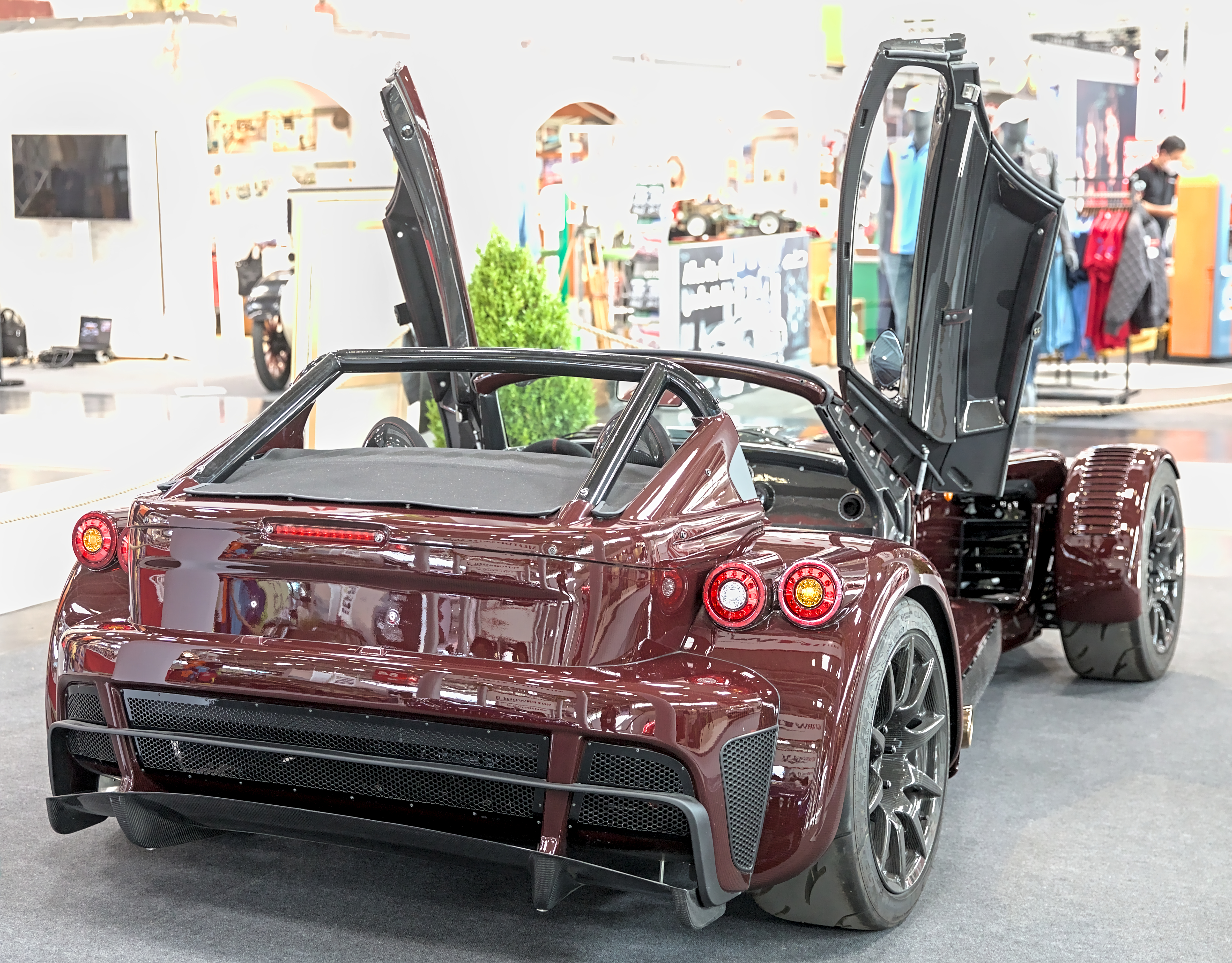
Donkervoort D8 GTO-JD70

Anlässlich des 70. Geburtstags des Firmengründers Joop Donkervoort präsentierte das Unternehmen im Juni 2020 das auf 70 Exemplare limitierte Sondermodell D8 GTO-JD70. Durch das neue Abgasanlagen-Layout, bei dem der Auspuff auf der rechten Seite vor den Hinterrädern endet, und den Entfall der hinteren Endrohre konnte am Heck ein neuer Diffusor montiert werden, der für zusätzliche 800 Newton mehr Abtrieb sorgt. Die neuen Luftauslässe in den vorderen Kotflügeln lassen die einströmende Luft kontrolliert entweichen. Damit konnten weitere 500 Newton Abtrieb erzeugt werden. Durch diese Maßnahmen soll der GTO-JD70 in Kurven eine maximale Querbeschleunigung von 2g erreichen. Auf 100 km/h beschleunigt der GTO-JD70 in 2,7 Sekunden, die Höchstgeschwindigkeit gibt der Hersteller mit 280 km/h an.

## D8 GTO Individual Series
Gemeinsam mit Abt Sportsline entwickelte Donkervoort den im September 2021 präsentierten D8 GTO Individual Series.